# Catocala marmorata
Catocala marmorata là một loài bướm đêm thuộc họ Erebidae. Nó được tìm thấy ở Vermont tới South Carolina và phía tây đến Indiana và Illinois.
Sải cánh dài 85–95 mm. Con trưởng thành bay từ tháng 7 đến tháng 9 tùy theo địa điểm. Có thể có một lứa một năm.
Ấu trùng ăn các loài Populus và Salix.